# ヴィリニュス郡
ヴィリニュス郡（リトアニア語: Vilniaus apskritis）は、リトアニアにある10の郡のうちの一つ。リトアニアの東部、首都ヴィリニュスとその周辺に位置している。南東側でベラルーシと接する。中心都市はヴィリニュス。
面積、人口ともにリトアニアの10の郡の中でもっとも大きい。

## 歴史
リトアニアがソ連から独立を回復した後、1994年に国全体を10に分ける郡制度が新たに導入された。
2004年12月30日、ヴィリニュス郡章が制定された。
2010年、郡の行政機能は国および各自治体に移行され、郡は行政機能を伴わない名目上の行政区画となった。

## 自治体
ヴィリニュス郡は、以下の8つの自治体によって構成される。
- エレクトレナイ基礎自治体（英語版）
  - エレクトレナイ
- シャルチニンカイ地区自治体（英語版）
  - シャルチニンカイ
- シルヴィントス地区自治体（英語版）
  - シルヴィントス（リトアニア語版）
- シュヴェンチョニース地区自治体（英語版）
  - シュヴェンチョニース
- トラカイ地区自治体（英語版）
  - トラカイ
- ウクメルゲ地区自治体（英語版）
  - ウクメルゲ
- ヴィリニュス都市自治体（リトアニア語版）
  - ヴィリニュス
  - グリギシュケス
- ヴィリニュス地区自治体（リトアニア語版）
  - ネメンチネ